# Estanque koi

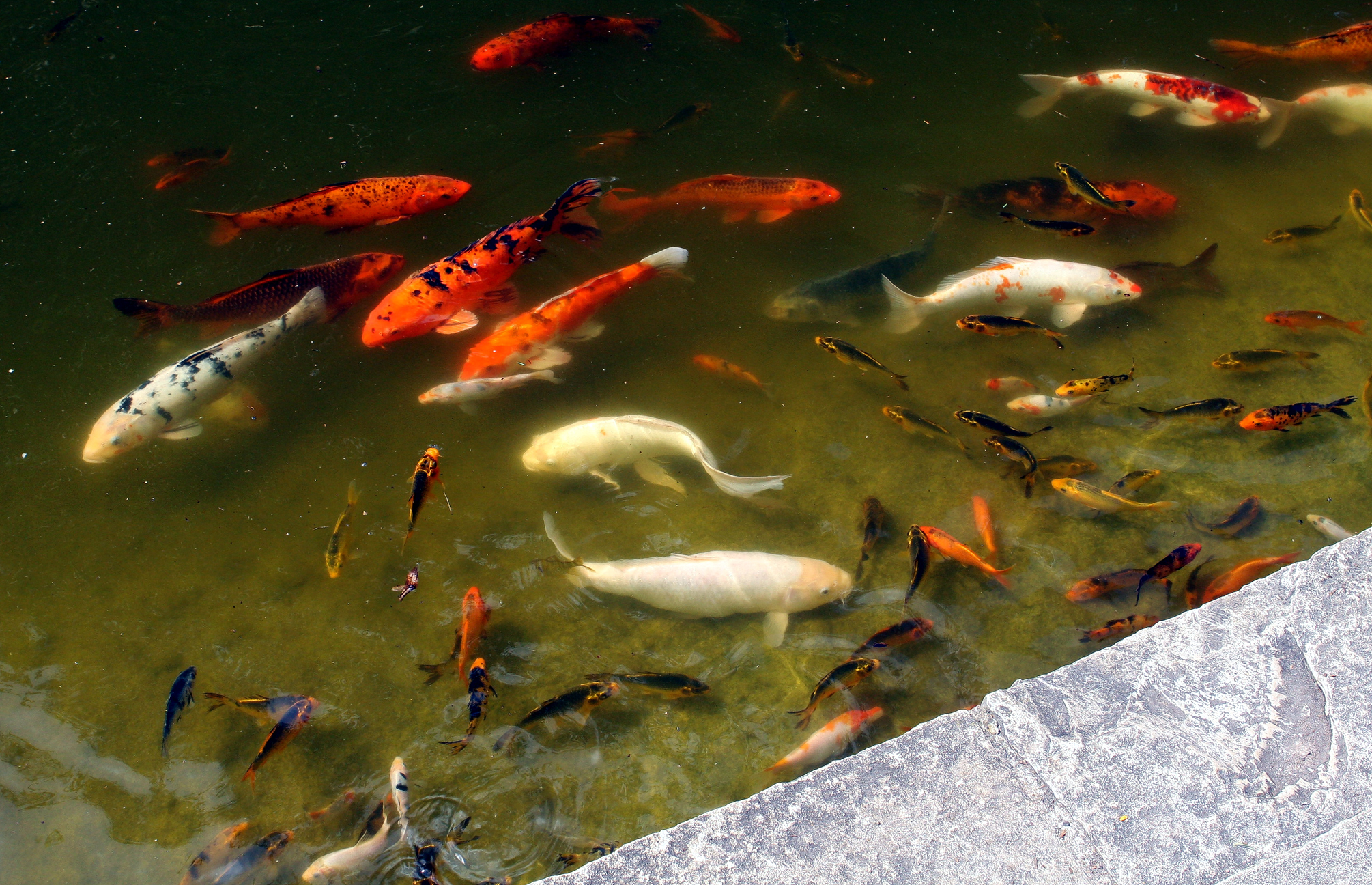
Estanque ornamental con peces koi.

Un estanque koi es un estanque ornamental que se utiliza para alojar peces koi, por lo general como parte de una parquización o jardín. Los estanques koi se diseñan de manera de promover la salud y el crecimiento de la Nishikigoi o carpa ornamental japonesa.
La arquitectura de un estanque koi puede ejercer un efecto importante en la salud y bienestar del koi.  La práctica del cuidado del koi a menudo se centra en "terminar de desarrollar" un koi en el momento adecuado.  El concepto de terminación se utiliza en el sentido que el pez ha alcanzado su máximo potencial.  Los clubes koi realizan exhibiciones en las cuales los dueños de los koi los presentan para ser juzgados.
Los koi llegan a vivir 3 años como mínimo.

## Partes

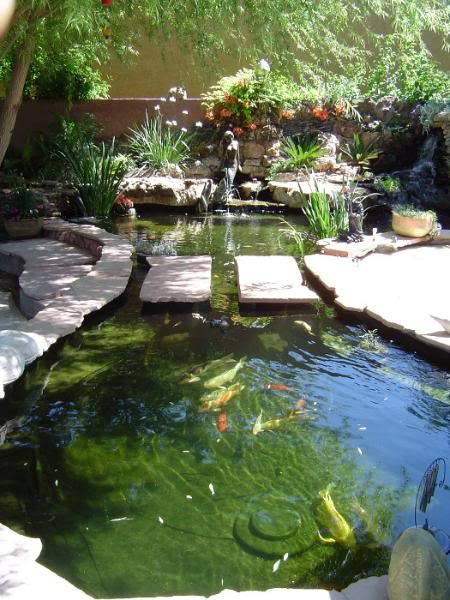
Estanque koi con un importante sistema de filtrado.

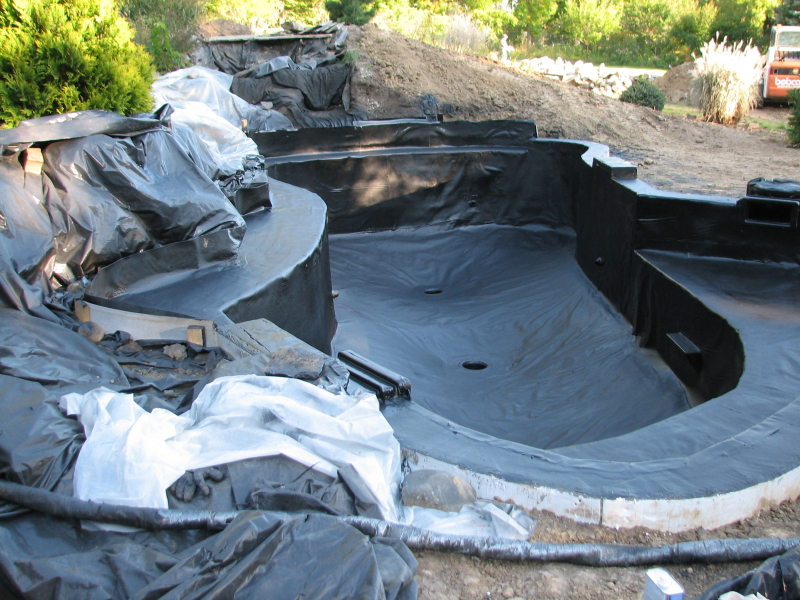
Estanque con recubrimiento instalado, observar los laterales verticales y los drenajes en el fondo.

### Barre superficie
El barre superficie permite extraer agua de la superficie del estanque. Sirve para extraer hojas, polen, alimento no ingerido y todo otro residuo flotante.  El barre superficie por lo general posee una cesta filtro que puede ser vaciada fácilmente con regularidad para permitir que el barre superficie funcione de manera adecuada. La mayoría de los barre superficie flotantes también posee una esponja que se encuentra en la base de la cesta para filtrar las partículas pequeñas.

### Drenaje inferior
Los drenajes inferiores no son necesarios en los water gardens pero son beneficiosos en los estanques koi. Cuando se lo utiliza en un estanque que no posee rocas en el fondo, el drenaje inferior permite arrastrar los sólidos pesados hasta un filtro mecánico.

### Filtro mecánico
El filtrado mecánico se puede realizar mediante diversos métodos.  La función de este filtro es retener sólidos, evitando que los mismos taponen el filtro biológico.  El filtro mecánico debe ser limpiado con asiduidad. Entre los tipos de filtros mecánicos se cuentan Vortex, cepillos, matting, arena y gravilla, malla filtrante, y cámara de sedimentación.

### Luz ultravioleta
Se utiliza una luz ultravioleta para hacer que las algas floculen (formando aglomerados), de forma que puedan ser extraídas mediante filtrado mecánico.

### Bombas de agua y aire
Las bombas de agua hacen circular el agua a través del sistema de filtrado y de regreso al estanque en un circuito cerrado. Las bombas deben tener la capacidad y características apropiadas de acuerdo al tamaño del estanque y sistema de filtrado que se utiliza.  Para asegurar una calidad adecuada del agua, la bomba debe ser capaz de hacer circular el volumen total del estanque a través de los filtros por lo menos una vez por hora. Es posible utilizar una bomba de aire para aumentar la cantidad de oxígeno disuelto en el agua.